# Gabriella Fox
Gabriella Fox (Los Ángeles, California; 24 de febrero de 1989) es el nombre artístico de Karlee Glickman, una actriz pornográfica retirada.

## Biografía
Nacida en West Hills, de ascendencia chilena, asistió por 6 meses a una escuela pública antes de optar por educarse en su propia casa, en una granja. La decisión de iniciarse en el mundo del entretenimiento para adultos la había tomado de antemano, y escandalizó a su padre al comunicárselo, sin embargo, en la actualidad la apoyan y ella los mantiene informados de sus carrera.
Comenzó su carrera en la industria pornográfica tras firmar un contrato de exclusividad con Digital Playground en marzo de 2008.
Fox, quien era representada por la agencia Adult Talent Managers de Shy Love, aparece en el vídeo musical Typical, de Tickle Me Pink. Una versión sexualmente explícita apareció en el sitio web de Digital Playground, mientras que una versión menos explícita fue liberada al público general.
Fue nombrada Babe of the Week en el sitio web IGN el 13 de junio de 2008.
Modeló para Playboy bajo el nombre de Karlee Rose.

## Filmografía
| Año  | Película                        |
| ---- | ------------------------------- |
| 2008 | Control 09                      |
| 2008 | Gabriella Fox Sexy Hot          |
| 2008 | Pirates II: Stagnetti's Revenge |
| 2008 | Hard Candy 04                   |
| 2009 | Gabriella Fox Nude              |
| 2009 | Nurses                          |
| 2009 | Bad Girls                       |
| 2009 | Gabriella Fox Foxxxy            |
| 2010 | Teenlicious                     |

## Nominaciones
- 2009 – Premio AVN – Best Group Sex Scene – Pirates II: Stagnetti’s Revenge.[9]